# Puerto Rico (spel)
Puerto Rico är ett tyskt brädspel konstruerat av Andreas Seyfarth. Det gavs ursprungligen ut 2002 av Alea i Tyskland och översattes samma år till engelska av Rio Grande Games, 2006 översattes det till svenska av lautapelit.fi. Spelarna är plantageägare på ön Puerto Rico på 1500-talet och tävlar om att bygga upp landet på bästa sätt och vinna respekt i den gamla världen. Målet med spelet är att få flest segerpoäng ("Victory points") vid spelets slut, dessa erhålls på två sätt; antingen genom att producera och skeppa varor till Europa eller genom att uppföra byggnader i huvudstaden San Juan.
Puerto Rico är gjort för att spelas av tre till fem spelare, men det finns officiella regler för att spela spelet på två spelare. Det finns en expansion till spelet som lägger till extra byggnader som kan bytas ut mot dem i grundspelet, det finns också ett stort antal inofficiella expansioner.
Spelet kan spelas gratis i en webbversion på webbplatsen BrettspielWelt.

## Spelets uppbyggnad
Spelets mest framträdande drag är att man i varje runda, i tur och ordning skall välja en "roll", under en spelrunda väljs alltså lika många "roller" som det finns spelare. När en "roll" väljs ska alla spelare utföra liknande spelmoment som är kopplade till rollen; vid rollen "Nybyggare" ska till exempel alla bygga en plantage. Det finns fler "roller" än spelare, så i varje runda blir några roller obesatta, så om ingen väljer "nybyggaren" skapas inga plantager den rundan. Valet av roll är den strategiska faktorn i spelet, vilken roll tjänar man mest på att ta och hur passar det in på lång sikt. Detta gör även spelet relativt icke-linjärt.
I spelet finns fyra sorters enheter som fungerar som olika slags valuta: segerpoäng, dubloner, varor (som finns i fem varianter) och kolonister. Dessutom finns två olika typer av investeringar man kan göra: byggnader och plantager.
Ett exempel: För att få segerpoäng skall "Kaptenen" skeppa varor, för att få varor skall "Hantverkaren" producera varor, för att kunna producera måste man ha produktionsbyggnader vilka byggs av "Byggaren" för ett antal dubloner, dessutom måste man ha plantager motsvarande produktionsbyggnaden och plantager ordnas av "Nybyggaren" och slutligen måste det finnas kolonister som sköter plantagerna och produktionsbyggnaderna och dem är det "Borgmästaren" som hämtar från Europa.
Det finns enkelt sett två olika övergripande strategier för vinst:
Odla och producera så mycket varor som möjligt för att få segerpoäng när de skeppas till Europa.
Bygga så många byggnader som möjligt för att få segerpoäng i slutet, för detta krävs dubloner vilket ordnas genom att producera ett fåtal varor som kan säljas i Puerto Rico för ett högt pris.
Spelet avslutas när ett av följande kriterier uppfylls:
1. En spelare väljer rollen som borgmästare och det finns inte tillräckligt med kolonister för att fylla på skeppet
2. En spelare väljer rollen som kapten och segerpoängsbrickorna tar slut
3. En spelare väljer rollen som byggare och någon spelare fyller sin 12:e och sista plats i sin stad med en byggnad

Rundan spelas då klart, och efteråt räknar spelarna sina segerpoängsbrickor och poäng från de byggnader som de har. Om några spelare har mest och lika många poäng så vinner den som har mest pengar plus gods. Om de har lika mycket så slutar spelet oavgjort mellan dessa spelare.

## Strategiförslag
- Ett sätt att lägga upp sin strategi är att satsa fullt ut på majs (corn). Detta eftersom majs inte kräver någon produktionsbyggnad utan kräver bara en kolonist per plantage. Spelaren kan snabbt börja skeppa majs för segerpoäng och idén är enkel att förstå för nya spelare. Nackdelarna kan vara att skeppen låses till annat än majs av skickliga spelare och att majsplantagen plockas upp. Office och Warehouse kan jämna ut oddsen och anses vara viktiga. "Stark men inte oövervinnlig" är ett vanligt omdöme. Diskussion: http://www.boardgamegeek.com/thread/188834
- Att bygga och göra det snabbt så spelet snabbt tar slut är en annan strategi. För att kunna bygga behöver man dubloner och dessa får man genom att sälja dyrare varor (kaffe, tobak eller socker) i Puerto Rico så här gäller det att snabbt möjliggöra producerande, bearbetande och försäljning av dessa varor. Diskussion jämfört med att skeppa: http://www.boardgamegeek.com/thread/175033

## Mottagande
Puerto Rico har vunnit följande priser
2010
- Ludoteca Ideale

2008
- Gra Roku

2005
- BoardGameGeek Geek Madness Tournament Champion och Aldie Award
- Hra Roku

2003
- International Gamers Award [1]
- Nederlandse Spellenprijs

2002
- Essener Feder
- Meeples' Choice Award
- Deutscher Spiele Preis [2]
- Japan brädspelspris (日本ボードゲーム大賞), bästa avancerade spel

Spelet blev även nominerat till Spiel des Jahres 2002. Sedan 2003 har spelet legat på varierande 1:a och 2:a plats på Board Game Geeks rankinglista.

## Utgivningar och expansioner
I februari 2004 gav Andreas Seyfarth ut ett separat kortspel, San Juan baserat på Puerto Rico. Under 2004 kom även en expansion med fler byggnader och skog Expansionspaket från 2004.
Det går att med modifierade regler spela Puerto Rico med bara två spelare, dels en officiell från Alea Officiell 2-spelarvariant på engelska och dels en kort översikt med regler för rollkorten etc. Kort 2-spelaröversikt på engelska.
I januari 2004 gav Alea ut en expansion som tillför 14 nya byggnader. Dessa kan läggas till de 17 byggnader som finns i originalspelet, eller helt ersätta dessa. Vid Aleas 10-årsjubileum gav de ut boxen Treasure Chest som innehöll 10 expansioner till 6 olika spel. Till Puerto Rico hörde några nya byggnader, och en ny sorts kolonist.